# Masdevallia rafaeliana
Masdevallia rafaeliana är en orkidéart som beskrevs av Carlyle August Luer. Masdevallia rafaeliana ingår i släktet Masdevallia och familjen orkidéer. Inga underarter finns listade i Catalogue of Life.